# Reserve (Nuevo México)
Reserve es una villa ubicada en el condado de Catron en el estado estadounidense de Nuevo México. En el Censo de 2010 tenía una población de 289 habitantes y una densidad poblacional de 202,14 personas por km².

## Geografía
Reserve se encuentra ubicada en las coordenadas 33°42′32″N 108°45′41″O / 33.70889, -108.76139. Según la Oficina del Censo de los Estados Unidos, Reserve tiene una superficie total de 1.43 km², de la cual 1.43 km² corresponden a tierra firme y (0%) 0 km² es agua.

## Demografía
Según el censo de 2010, había 289 personas residiendo en Reserve. La densidad de población era de 202,14 hab./km². De los 289 habitantes, Reserve estaba compuesto por el 87.54% blancos, el 0.35% eran afroamericanos, el 0.69% eran amerindios, el 0.35% eran asiáticos, el 0% eran isleños del Pacífico, el 8.3% eran de otras razas y el 2.77% pertenecían a dos o más razas. Del total de la población el 40.48% eran hispanos o latinos de cualquier raza.